# Torino Calcio 1994-1995
Questa voce raccoglie le informazioni riguardanti il Torino Calcio nelle competizioni ufficiali della stagione 1994-1995.

## Stagione
Nella stagione 1994-1995 per la prima volta la vittoria viene pagata con tre punti, il Torino afflitto da problemi economico-societari, disputa un campionato di basso profilo, ma sempre lontano da pericoli di classifica. Sulla panchina del Toro si alternano tre tecnici. Ottima la stagione di Ruggiero Rizzitelli, arrivato dalla Roma, che segna 19 reti in campionato ed 1 in Coppa Italia. In doppia cifra anche il ganese Abedi Pelé arrivato dal Lione, autore di 10 centri. Nella Coppa Italia i granata entrano in scena nel secondo turno eliminando il Monza, nel secondo turno lasciano il torneo eliminati dal Foggia.

## Divise e sponsor

Il neoacquisto Abedi Pelé, autore di 10 gol nel suo primo campionato sotto la Mole, in azione con la divisa granata della stagione.

Nel 1994-1995, il Torino ebbe come sponsor tecnico Lotto, mentre lo sponsor principale fu Bongioanni Caldaie.
| Casa | Trasferta |

## Organigramma societario
- Presidente:
  - Gianmarco Calleri
- Segretario generale:
  - Federico Bonetto
- Direttore sportivo:
  - Giorgio Vitali
- Team manager:
  - Renato Zaccarelli

- Allenatore:[5][6][7]
  - Nedo Sonetti
  - Lido Vieri
(fino al 27/09/1994)
  - Rosario Rampanti
(fino al 22/09/1994)

## Rosa
| N. |                    | Ruolo | Calciatore          |
| -- | ------------------ | ----- | ------------------- |
|    | Italia (bandiera)  | P     | Luca Mordenti       |
|    | Italia (bandiera)  | P     | Luca Pastine        |
|    | Italia (bandiera)  | P     | Antonino Piazza     |
|    | Italia (bandiera)  | P     | Luigi Simoni        |
|    | Francia (bandiera) | D     | Jocelyn Angloma     |
|    | Italia (bandiera)  | D     | Enrico Annoni       |
|    | Italia (bandiera)  | D     | Nicola Caricola     |
|    | Francia (bandiera) | D     | Jean-Pierre Cyprien |
|    | Italia (bandiera)  | D     | Giulio Falcone      |
|    | Italia (bandiera)  | D     | Moreno Longo        |
|    | Italia (bandiera)  | D     | Roberto Lorenzini   |
|    | Italia (bandiera)  | D     | Roberto Maltagliati |
|    | Italia (bandiera)  | D     | Stefano Mercuri     |
|    | Italia (bandiera)  | D     | Luca Pellegrini     |
|    | Italia (bandiera)  | D     | Gianluca Pessotto   |
|    | Italia (bandiera)  | D     | Sean Sogliano       |
|    | Italia (bandiera)  | D     | Stefano Torrisi     |
|    | Italia (bandiera)  | D     | Vittorio Tosto      |

| N. |                    | Ruolo | Calciatore          |
| -- | ------------------ | ----- | ------------------- |
|    | Italia (bandiera)  | C     | Alberto Bernardi    |
|    | Italia (bandiera)  | C     | Antonino Bernardini |
|    | Italia (bandiera)  | C     | Ivano Bonetti       |
|    | Italia (bandiera)  | C     | Mauro Briano        |
|    | Italia (bandiera)  | C     | Paolo Cristallini   |
|    | Italia (bandiera)  | C     | Felice Foglia       |
|    | Italia (bandiera)  | C     | Marco Osio          |
|    | Italia (bandiera)  | C     | Gianluca Petrachi   |
|    | Italia (bandiera)  | C     | Giuseppe Scienza    |
|    | Italia (bandiera)  | C     | Marco Sinigaglia    |
|    | Italia (bandiera)  | C     | Vincenzo Sommese    |
|    | Ghana (bandiera)   | A     | Abedi Pelé          |
|    | Italia (bandiera)  | A     | Pasquale Luiso      |
|    | Brasile (bandiera) | A     | Marcão              |
|    | Italia (bandiera)  | A     | Davide Possanzini   |
|    | Italia (bandiera)  | A     | Ruggiero Rizzitelli |
|    | Italia (bandiera)  | A     | Andrea Silenzi      |

## Calciomercato

### Sessione estiva
| Acquisti | Acquisti            | Acquisti            | Acquisti      |
| R.       | Nome                | da                  | Modalità      |
| -------- | ------------------- | ------------------- | ------------- |
| P        | Luigi Simoni        | Centese             | definitivo    |
| D        | Jocelyn Angloma     | Olympique Marsiglia | definitivo    |
| D        | Nicola Caricola     | Genoa               | definitivo    |
| D        | Jean-Pierre Cyprien | Rennes              | definitivo    |
| D        | Roberto Lorenzini   | Milan               | definitivo    |
| D        | Roberto Maltagliati | Parma               | definitivo    |
| D        | Luca Pellegrini     | Ravenna             | definitivo    |
| D        | Gianluca Pessotto   | Verona              | definitivo    |
| D        | Sean Sogliano       | Ancona              | definitivo    |
| D        | Stefano Torrisi     | Reggiana            | definitivo    |
| D        | Vittorio Tosto      | Salernitana         | definitivo    |
| C        | Antonino Bernardini | Roma                | definitivo    |
| C        | Ivano Bonetti       | Bologna             | definitivo    |
| C        | Paolo Cristallini   | Pisa                | definitivo    |
| C        | Ivano Della Morte   | Monza               | fine prestito |
| C        | Gianluca Petrachi   | Venezia             | definitivo    |
| C        | Giuseppe Scienza    | Reggiana            | definitivo    |
| C        | Vincenzo Sommese    | Nola                | definitivo    |
| C        | Alvise Zago         | Bologna             | fine prestito |
| A        | Abedi Pelé          | Olympique Lione     | definitivo    |
| A        | Felice Foglia       | Nola                | definitivo    |
| A        | Pasquale Luiso      | Sora                | definitivo    |
| A        | Marcão              | Matsubara           | definitivo    |
| A        | Davide Possanzini   | Recanatese          | definitivo    |
| A        | Ruggiero Rizzitelli | Roma                | definitivo    |
| A        | Christian Vieri     | Ravenna             | fine prestito |

| Cessioni | Cessioni            | Cessioni    | Cessioni     |
| R.       | Nome                | a           | Modalità     |
| -------- | ------------------- | ----------- | ------------ |
| P        | Domenico Doardo     | Ravenna     | prestito     |
| P        | Giovanni Galli      | Parma       | definitivo   |
| D        | Enrico Annoni       | Roma        | definitivo   |
| D        | Nicola Caricola     | Genoa       | definitivo   |
| D        | Daniele Delli Carri | Genoa       | definitivo   |
| D        | Riccardo Fimognari  | Alessandria | definitivo   |
| D        | Giuseppe Geraldi    | Sciacca     | prestito     |
| D        | David Giubilato     | Sora        | definitivo   |
| D        | Angelo Gregucci     | Reggiana    | definitivo   |
| D        | Robert Jarni        | Juventus    | definitivo   |
| D        | Roberto Mussi       | Parma       | definitivo   |
| D        | Raffaele Sergio     | Ancona      | definitivo   |
| D        | Gianluca Sordo      | Milan       | definitivo   |
| D        | Andrea Sottil       | Fiorentina  | comproprietà |
| D        | Vittorio Tosto      | Lucchese    | comproprietà |
| C        | Ivano Bonetti       | Brescia     | definitivo   |
| C        | Sandro Cois         | Fiorentina  | definitivo   |
| C        | Ivano Della Morte   | Lazio       | comproprietà |
| C        | Daniele Fortunato   | Atalanta    | definitivo   |
| C        | Luca Fusi           | Juventus    | definitivo   |
| C        | Michele Marcolini   | Sora        | comproprietà |
| C        | Gianluca Petrachi   | Palermo     | definitivo   |
| C        | Marco Sesia         | Alessandria | definitivo   |
| C        | Giorgio Venturin    | Lazio       | definitivo   |
| C        | Alvise Zago         | Nola        | definitivo   |
| A        | Benito Carbone      | Roma        | comproprietà |
| A        | Enzo Francescoli    | River Plate | definitivo   |
| A        | Gabriele Graziani   | Nola        | definitivo   |
| A        | Pasquale Luiso      | Pescara     | comproprietà |
| A        | Paolo Poggi         | Udinese     | comproprietà |
| A        | Christian Vieri     | Venezia     | definitivo   |

## Risultati

### Serie A

#### Girone di andata
| Arbitro: | Ceccarini (Livorno) |

|  |           |                       |
|  | Marcatori | 43’ Sosa 90’ Bergkamp |

| Arbitro: | Amendolia (Messina) |

|                             |           |  |
| Signori 25’, 40’ Boksic 36’ | Marcatori |  |

| Arbitro: | Bolognino (Milano) |

|                  |           |  |
| Scienza 62’, 72’ | Marcatori |  |

| Arbitro: | Rosica (Roma) |

|  |           |                     |
|  | Marcatori | 63’, 70’ Rizzitelli |

| Arbitro: | Pellegrino (Barcellona Pozzo di Gotto) |

|                     |           |  |
| Zola 57’ Branca 83’ | Marcatori |  |

| Arbitro: | Braschi (Prato) |

|                                |           |                      |
| Rizzitelli 42’ Cristallini 79’ | Marcatori | 9’ Balbo 71’ Fonseca |

| Arbitro: | Rodomonti (Teramo) |

|               |           |  |
| Pelé 56’, 74’ | Marcatori |  |

| Arbitro: | Bazzoli (Merano) |

|                |           |  |
| Dely Valdés 3’ | Marcatori |  |

| Arbitro: | Rodomonti (Teramo) |

|             |           |          |
| Jugovic 49’ | Marcatori | 72’ Osio |

| Arbitro: | Beschin (Legnago) |

|                |           |             |
| B. Carbone 51’ | Marcatori | 43’ Angloma |

| Arbitro: | Quartuccio (Torre Annunziata) |

|                      |           |  |
| Pelé 17’ Silenzi 88’ | Marcatori |  |

| Arbitro: | Bolognino (Milano) |

|                                        |           |  |
| A. Pirri 17’ A. Tentoni 38’ Chiesa 45’ | Marcatori |  |

| Torino 21 dicembre 1994, ore 14:30 UTC+1 11ª giornata | Torino                      | 0 – 0 referto | Milan | Stadio delle Alpi (21.444 spett.)\| Arbitro: \| Cinciripini (Ascoli Piceno) \| |
| Arbitro:                                              | Cinciripini (Ascoli Piceno) |               |       |                                                                                |

| Arbitro: | Boggi (Salerno) |

|              |           |  |
| Pessotto 36’ | Marcatori |  |

| Arbitro: | Bettin (Padova) |

|                |           |  |
| Simutenkov 57’ | Marcatori |  |

| Torino 22 gennaio 1995, ore 14:30 UTC+1 17ª giornata | Torino          | 0 – 0 referto | Genoa | Stadio delle Alpi (17.633 spett.)\| Arbitro: \| Nicchi (Arezzo) \| |
| Arbitro:                                             | Nicchi (Arezzo) |               |       |                                                                    |

| Arbitro: | Amendolia (Messina) |

|                                |           |                |
| Rizzitelli 7’, 30’ Angloma 39’ | Marcatori | 9’, 32’ Vialli |

#### Girone di ritorno
| Arbitro: | Collina (Viareggio) |

|                               |           |             |
| Jonk 50’ Orlandini 91’ (rig.) | Marcatori | 78’ Silenzi |

| Arbitro: | Bettin (Padova) |

|                      |           |  |
| Pelé 52’ Angloma 74’ | Marcatori |  |

| Arbitro: | Ceccarini (Livorno) |

|                                        |           |                         |
| Maniero 11’ Vlaovic 54’, 61’ Lalas 76’ | Marcatori | 14’ Pelé 79’ Rizzitelli |

| Arbitro: | Tombolini (Ancona) |

|                            |           |  |
| Rizzitelli 12’ Angloma 90’ | Marcatori |  |

| Arbitro: | Cesari (Genova) |

|  |           |                        |
|  | Marcatori | 33’ Zola 89’ D. Baggio |

| Arbitro: | Amendolia (Messina) |

|             |           |               |
| Fonseca 40’ | Marcatori | 8’ Rizzitelli |

| Arbitro: | Cardona (Milano) |

|          |           |                                                |
| Neri 40’ | Marcatori | 7’ Pelé 17’ Rizzitelli 24’, 48’ (rig.) Silenzi |

| Arbitro: | Treossi (Forlì) |

|                              |           |               |
| Rizzitelli 43’ Pelé 77’, 79’ | Marcatori | 3’, 64’ Muzzi |

| Arbitro: | Cesari (Genova) |

|                        |           |                    |
| Maltagliati 23’ (aut.) | Marcatori | 6’, 34’ Rizzitelli |

| Torino 15 aprile 1995, ore 16:00 UTC+2 27ª giornata | Torino             | 0 – 0 referto | Sampdoria | Stadio delle Alpi (19.942 spett.)\| Arbitro: \| Tombolini (Ancona) \| |
| Arbitro:                                            | Tombolini (Ancona) |               |           |                                                                       |

| Arbitro: | Quartuccio (Torre Annunziata) |

|                                                        |           |                |
| Savicevic 19’ Simone 21’ Lentini 61’ Donadoni 70’, 86’ | Marcatori | 31’ Rizzitelli |

| Arbitro: | Racalbuto (Gallarate) |

|                |           |          |
| Rizzitelli 90’ | Marcatori | 31’ Buso |

| Arbitro: | Borriello (Mantova) |

|                                 |           |                |
| Bigica 2’ Gerson 41’ Protti 80’ | Marcatori | 31’ Rizzitelli |

| Arbitro: | Cardona (Milano) |

|                       |           |            |
| Rizzitelli 74’ (rig.) | Marcatori | 66’ Chiesa |

| Arbitro: | Cinciripini (Ascoli Piceno) |

|                                                                                                |           |                                                     |
| L. Pellegrini 25’ (aut.) Batistuta 35’, 89’ (rig.) Tedesco 50’ Márcio Santos 66’ Rui Costa 81’ | Marcatori | 27’ (aut.) Márcio Santos 75’ (rig.), 88’ Rizzitelli |

| Arbitro: | Brignoccoli (Ancona) |

|                                            |           |  |
| Rizzitelli 3’ Bernardini 16’ Pelé 26’, 43’ | Marcatori |  |

| Arbitro: | Bazzoli (Merano) |

|              |           |  |
| Skuhravy 49’ | Marcatori |  |

### Coppa Italia

#### Turni preliminari
| Arbitro: | Treossi (Forlì) |

|  |           |           |
|  | Marcatori | 72’ Luiso |

| Arbitro: | De Prisco (Nocera Inferiore) |

|                                                   |           |                                     |
| Rizzitelli 10’ Angloma 66’ Pessotto 74’ Tosto 86’ | Marcatori | 26’ Guerzoni 56’ (aut.) Cristallini |

| Arbitro: | Cinciripini (Ascoli Piceno) |

|                                             |           |  |
| Di Biagio 32’ P. Bresciani 35’ Biagioni 80’ | Marcatori |  |

| Arbitro: | Stafoggia (Pesaro) |

|                          |           |               |
| Caricola 19’ Silenzi 34’ | Marcatori | 73’ Bianchini |

## Statistiche

### Statistiche di squadra
| Competizione | Punti | In casa | In casa | In casa | In casa | In casa | In casa | In trasferta | In trasferta | In trasferta | In trasferta | In trasferta | In trasferta | Totale | Totale | Totale | Totale | Totale | Totale | DR |
| Competizione | Punti | G       | V       | N       | P       | Gf      | Gs      | G            | V            | N            | P            | Gf           | Gs           | G      | V      | N      | P      | Gf     | Gs     | DR |
| ------------ | ----- | ------- | ------- | ------- | ------- | ------- | ------- | ------------ | ------------ | ------------ | ------------ | ------------ | ------------ | ------ | ------ | ------ | ------ | ------ | ------ | -- |
| Serie A      | 45    | 17      | 9       | 6       | 2       | 25      | 12      | 17           | 3            | 3            | 11           | 19           | 36           | 34     | 12     | 9      | 13     | 44     | 48     | -4 |
| Coppa Italia | -     | 2       | 2       | 0       | 0       | 6       | 3       | 2            | 1            | 0            | 1            | 1            | 3            | 4      | 3      | 0      | 1      | 7      | 6      | +1 |
| Totale       | -     | 19      | 11      | 6       | 2       | 31      | 15      | 19           | 4            | 3            | 12           | 20           | 39           | 38     | 15     | 9      | 14     | 51     | 54     | -3 |

### Statistiche dei giocatori
| Giocatore      | Serie A  | Serie A | Serie A     | Serie A    | Coppa Italia | Coppa Italia | Coppa Italia | Coppa Italia | Totale   | Totale | Totale      | Totale     |
| Giocatore      | Presenze | Reti    | Ammonizioni | Espulsioni | Presenze     | Reti         | Ammonizioni  | Espulsioni   | Presenze | Reti   | Ammonizioni | Espulsioni |
| -------------- | -------- | ------- | ----------- | ---------- | ------------ | ------------ | ------------ | ------------ | -------- | ------ | ----------- | ---------- |
| Abedi Pelé     | 32       | 10      | ?           | ?          | 4            | 0            | ?            | ?            | 36       | 10     | ?           | ?          |
| J. Angloma     | 29       | 4       | ?           | ?          | 1            | 1            | ?            | ?            | 30       | 5      | ?           | ?          |
| A. Bernardini  | 11       | 1       | ?           | ?          | 0            | 0            | 0            | 0            | 11       | 1      | 0+          | 0+         |
| I. Bonetti     | 5        | 0       | ?           | ?          | 3            | 0            | ?            | ?            | 8        | 0      | ?           | ?          |
| M. Briano      | 2        | 0       | ?           | ?          | 0            | 0            | 0            | 0            | 2        | 0      | 0+          | 0+         |
| N. Caricola    | 4        | 0       | ?           | ?          | 1            | 1            | ?            | ?            | 5        | 1      | ?           | ?          |
| P. Cristallini | 29       | 1       | ?           | ?          | 3            | 0            | ?            | ?            | 32       | 1      | ?           | ?          |
| J. Cyprien     | 2        | 0       | ?           | ?          | 0            | 0            | 0            | 0            | 2        | 0      | 0+          | 0+         |
| G. Falcone     | 30       | 0       | ?           | ?          | 4            | 0            | ?            | ?            | 34       | 0      | ?           | ?          |
| M. Longo       | 2        | 0       | ?           | ?          | 0            | 0            | 0            | 0            | 2        | 0      | 0+          | 0+         |
| R. Lorenzini   | 16       | 0       | ?           | ?          | 10           | 0            | ?            | ?            | 26       | 0      | ?           | ?          |
| P. Luiso       | 1        | 0       | ?           | ?          | 3            | 1            | ?            | ?            | 4        | 1      | ?           | ?          |
| R. Maltagliati | 32       | 0       | ?           | ?          | 2            | 0            | ?            | ?            | 34       | 0      | ?           | ?          |
| Marcão         | 4        | 0       | ?           | ?          | 0            | 0            | 0            | 0            | 4        | 0      | 0+          | 0+         |
| S. Mercuri     | 2        | 0       | ?           | ?          | 0            | 0            | 0            | 0            | 2        | 0      | 0+          | 0+         |
| M. Osio        | 16       | 1       | ?           | ?          | 2            | 0            | ?            | ?            | 18       | 1      | ?           | ?          |
| L. Pastine     | 30       | -37     | ?           | ?          | 3            | -5           | ?            | ?            | 33       | -42    | ?           | ?          |
| L. Pellegrini  | 14       | 0       | ?           | ?          | 0            | 0            | 0            | 0            | 14       | 0      | 0+          | 0+         |
| G. Pessotto    | 32       | 1       | ?           | ?          | 4            | 1            | ?            | ?            | 36       | 2      | ?           | ?          |
| G. Petrachi    | 1        | 0       | ?           | ?          | 2            | 0            | ?            | ?            | 3        | 0      | ?           | ?          |
| A. Piazza      | 1        | -0      | ?           | ?          | 0            | -0           | 0            | 0            | 1        | -0     | 0+          | 0+         |
| R. Rizzitelli  | 32       | 19      | ?           | ?          | 2            | 1            | ?            | ?            | 34       | 20     | ?           | ?          |
| G. Scienza     | 23       | 2       | ?           | ?          | 4            | 0            | ?            | ?            | 27       | 2      | ?           | ?          |
| A. Silenzi     | 26       | 4       | ?           | ?          | 2            | 1            | ?            | ?            | 28       | 5      | ?           | ?          |
| L. Simoni      | 6        | -11     | ?           | ?          | 1            | -1           | ?            | ?            | 7        | -12    | ?           | ?          |
| M. Sinigaglia  | 15       | 0       | ?           | ?          | 3            | 0            | ?            | ?            | 18       | 0      | ?           | ?          |
| S. Sogliano    | 14       | 0       | ?           | ?          | 3            | 0            | ?            | ?            | 17       | 0      | ?           | ?          |
| S. Torrisi     | 22       | 0       | ?           | ?          | 4            | 0            | ?            | ?            | 26       | 0      | ?           | ?          |
| V. Tosto       | 3        | 0       | ?           | ?          | 1            | 1            | ?            | ?            | 4        | 1      | ?           | ?          |

## Giovanili

### Piazzamenti
- Primavera:
  - Campionato:
  - Coppa Italia:
  - Torneo di Viareggio: Vincitore
- Berretti:
  - Campionato:
- Allievi nazionali:
  - Torneo Città di Arco: